# Заложена
Заложе́на (рос. Заложена) — присілок у складі Юр'янського району Кіровської області, Росія. Входить до складу Великоріцького сільського поселення.
Населення становить 1 особа (2010, 4 у 2002).
Національний склад станом на 2002 рік — росіяни 100 %.